# Niklaus Bleiker
Niklaus Bleiker (* 10. Dezember 1953; heimatberechtigt in Nesslau) ist ein Politiker (CVP) des Schweizer Kantons Obwalden.

## Leben
Bleiker leitete eine Bank in Alpnach und wurde 2004 in den Regierungsrat gewählt. Er leitete das Volkswirtschaftsdepartement und stellvertretend das Finanzdepartement. In den Amtsjahren 2008/2009, 2011/2012 und 2015/2016 war er Landammann des Kantons Obwalden und in den Amtsjahren 2014/2015, 2016/2017 und 2017/2018 war er Landstatthalter. Zum Ende der Legislaturperiode 2017/2018 trat er aus dem Regierungsrat Obwalden zurück.
Zu den Schwerpunkten seiner Amtszeit als Regierungsrat gehörten die Neuausrichtung der Standortpromotion. Daneben war Bleiker Mitbegründer des Micropark Pilatus und des Tüftelparks. Massgeblich mitgeprägt hat er die Professionalisierung des Tourismus im Sarneraatal mit der Obwalden Tourismus AG.